# 제프리 토머스
제프리 토머스(Jeffrey Thomas, 1945년 ~ )는 뉴질랜드의 배우이다.

## 출연 작품
- 파도가 지나간 자리
- 어드리프트: 우리가 함께한 바다 - 피터 역